# Cistogaster mesnili
Cistogaster mesnili là một loài ruồi trong họ Tachinidae.